# 两手同利
两手同利（英語：ambidexterity），或稱雙撇子、雙利手，指左右兩手或左右兩腳均善於日常活動，此類人比較罕見。
在近代，常見的是最初是左撇子學會两手同利，無論是故意的或在童年時的機構，如學校，作業往往強調或要求右利手。由於許多日常工具（如開罐器和剪刀）是不對稱的，多是為右利手的人設計的，適合左撇子使用的左手型號缺乏或稀有，許多左撇子由於學習使用這些日常工具成為能两手同利。因此，左撇子的人比右利手者更可能在自己的非優勢手發展動作技能（右利手者不會在日常工具上體會不便）。但是右利手的人可能由於他們的右手或手臂受傷會變得能两手同利。两手同利的能力在雙手需要同步使用的技能如編織、在電腦上打字、雜耍、游泳、打擊樂、鍵盤樂、棒球、彩彈射擊、曲棍球、手術、拳擊、武術、跑酷和籃球等活動具有優勢。

## 詞源
與两手同利對應的英文單詞“Ambidexterity”一詞源於拉丁文字根“AMBI”，意思是“兩”，“dexter”，意思是“對的”或“有利的”。因此，“Ambidexterity”的字面意思是“對雙方都有利”。英語單詞“Ambidexterity”最初是法律名詞，用來形容接受雙方賄賂的陪審員。英文“Ambidexterity”一詞也用來形容設計周詳的工具與槍枝，能讓右利手或左撇子操作使用。

## 双手俱利
右手用得多，左手用得少，称为右利手(right handed)；左手用得多，右手用得少，称为左利手，俗称「左撇子」(left handed)；而能左右开弓，左右手均能运用自如者，则称为「两手俱利」(ambidextrous)。两手俱利的人是指两手都很灵活的应用，简单的说是两手并用，尤其是关于精细的操作的或者细节性的任务处理的很好。大多数人一般都有一个主导手，或者左手（左撇子），或者右手（右撇子），作为主导性的手，两手俱利的人可以用两手处理多个任务，典型的例子，就是两手可以同时写字。 这种能力是很罕见的，部分人出生的时候都具有这种能力，但也有部分人后天训练出来的。
有两种途径：先天性（与生具有的）或者后天训练。一些人一出生就可以两手并用，不需要特殊的训练。100人中只有1个人（1%的概率）是与生具有的，一些研究表明先天具有此能力的人是潜在的大脑损害的信号，他们容易存在学习障碍或者心理健康的问题，这不是偶然的事件，而是与大脑的发展有着关联。
最常见的方式变成两手俱利的是训练。左撇子是典型的人群，因为为了适应生存，不得不训练如何使用右手，通过练习，两手的能力得到了提高，尤其是右手的能力。于是就两手并用的人。如果一个人的主导手受伤了，迫使使用另一个手而成为两手通用的人。
两手同力的好处在一些领域表现十分明显，比如在棒球和竞技类活动，可以协调双手应对对方的单个主导性的手，他们的灵活性和敏捷性都很高。弹奏钢琴需要两手的协调性，对于两手通用的人更简单。
在科学家中，有很多左利手因社会世俗眼光和被家人管教等原因，强迫“纠正”（right）为生活与工作使用右手。美籍华裔科学家杨振宁，自幼便是重度左利手缺乏动手能力，后被母亲“纠正”成左右开弓的均利手。中国探月工程嫦娥工程与北斗卫星导航工程总设计师、两弹一星功勋奖章获得者孙家栋，甚至在1935年7岁上小学时因重度左撇子不被学校接受而一度被迫退学，一年后学会熟练地使用右手已可左右开弓打乒乓球。犹太裔美籍物理学家愛因斯坦习惯用左手拿煙斗，而他的右手擅长专为右利手演奏设计的乐器小提琴和书写，是两手同利者。

## 优势与缺点
兩手同利於需要高度知覺以及行動統合能力的領域如音樂、藝術（尤其繪畫）以及運動方面擁有出色天賦，但同時在語言能力或者數理能力方面有或多或少的障礙。

## 運動

### 田徑
一名現在退休的英國三級跳遠運動員喬納森·愛德華茲以能两腳同利知名。他目前仍然是世界紀錄保持者。在他踢橄欖球時，被稱為是能夠用任一隻腳踢。在三級跳遠比賽中，他表現出了前所未有的两腳同利的能力，締造世界紀錄。

### 棒球
在棒球運動中，能两手同利的球員常讓教練如獲至寶。根據統計，打擊者通常在一個用手相反的投手投球時比較容易成功擊中球。能左右開弓的打擊者能夠挑選與投手相反的手來打擊。但接球時，因為右撇子的手套是戴在左手，所以需要用左手接球。
有投球與打擊都能左右開弓的投手。例如格雷格·哈里斯、野崎進、帕特·范迪特(Pat Venditte)。
只能左投、但打擊左右開弓的例子有尼可拉斯·史威瑟、梅基·卡布瑞拉、陳偉殷、余賢明等。
只能右投、但打擊左右開弓的例子有彼得·羅斯、米奇·曼托、荷黑·波沙達、奇伯·瓊斯、馬克·塔克薛拉、卡洛斯·貝爾川、吉米·羅林斯、维克多·马丁内斯、西恩·菲金斯、坎崔·摩拉里斯、松井稼頭央、陳懷山、吳承翰。
比利·華格納是個天生使用右手的球員，他在小時候玩美式足球時弄斷肩膀兩次後，改練左手投球。打擊上也是位左打。布雷特·塞西尔是個天生使用右手的球員，但是從很小的年齡開始，用左手投球。正因為如此，他寫字，日常生活用右手，但用左手投球。

### 籃球
在籃球比賽中，球員也許選擇用弱手傳球或出手投籃。NBA球星勒布朗·詹姆斯,科比·布莱恩特，德里克·罗斯，大卫·李，安德魯·博古特和迈克尔·比斯利都是能左右開弓的球員。
NBA球星勒布朗·詹姆斯用左手寫字，通常用右手投籃。而加里·披頓 (籃球運動員)亦然。Vince Carter雖然是右手寫字和投籃，但可以雙方轉動扣籃。

### 滑板
溜滑板右腳在前與左腳在前不同。能两腳同利是特殊能力。

### 武術
在練武術的人中，能两手同利、两腳同利是特殊能力。

#### 虛構人物
金庸武俠小說《射鵰英雄傳》的周伯通、郭靖和《神鵰俠侶》的小龍女，均習得左右互搏之法，能一手畫圓，另一手同時畫方，做到一心二用。實用方面，他們都可以雙手同時使出兩種不同的招式，例如小龍女就可以一手使玉女心經、另一手使全真派的功夫，兩手合演玉女素心劍法。

### 板球
板球，两手同利是有益的。两手同利的球員可以左右手單手接球與丟球。沙奇·德鲁卡使用左手寫字，用右手擊球與投球。斯里蘭卡也有一些可以左右投球的投手，因為他們都是變換球型投手，目標是把球轉離擊球手。巴基斯坦也在訓練一名可以左右開炮的速度型投手。

### 台球
如果台球選手能夠以任意一隻手推桿擊出母球，可以到達更遠的桌面，因為母球必須被放置在身體的左側或右側。罗尼·奥沙利文在1996年在世界錦標賽第一次使用左手時，加拿大人阿蘭·何比度（Alain Robidoux）認為他不尊重對手。 但奧沙利文認為，自己的左手比對手的右手有更好的實力。為了證明自己左手的實力，並給為此次事件而舉行的聽證會提供證據，沙利文使用左手和前世錦賽亞軍雷克斯·威廉姆斯（Rex Williams）進行了3局比賽，而且全都贏了。加拿大人的指控也自動撤銷了。

### 花式溜冰
花式溜冰中右利手的自旋和跳轉到左側，反之亦然，左撇子自旋和跳轉到右側。很少溜冰選手有能力在兩個方向上進行跳躍和旋轉，在非優勢方向旋轉現在被國際滑聯裁判系統認為是一個“艱難的變化”。關穎珊在她獨特的駱駝自旋向相反的方向旋轉。日本選手宮原知子則能在一次組合旋轉中以相反方向的旋轉換腳銜接，即一個組合旋轉中包含了順逆時針不同方向的旋轉。

### 足球
两腳同利的足球員能夠使用左右任一隻腳踢足球，傳球和得分，為發揮提供更多的選項。帕维尔·内德维德，路易斯·哈维尔·加西亚·桑斯，罗宾·范佩西，美臣·格連活，阿马德·特拉奥雷，史蒂文·杰拉德，佩德罗·罗德里格斯·雷德斯马，阿德里亚诺·科雷亚·克拉罗和桑蒂·卡索拉是两腳同利、左右開弓足球運動員的例子。

### 高爾夫球
有些左撇子球員在高爾夫球找到交叉優勢，特別是如果使用右手的球桿，有更精確用左手協調，被認為是可以更好的控球，和打得更遠。
泰坦尼克·湯普森是一個騙子，他是两手同利的優秀的高爾夫球手，他會用右手在高爾夫球比賽中擊敗一個人，然後假裝作為讓步，建議用左手在另一場高爾夫球比賽玩賭注翻番。湯普森總是忽略提及他是天生的左撇子。

### 曲棍球
曲棍球運動員可能從身體左側或右側擊球。但在曲棍球，沒有專為左撇子的球棍，所以左撇子也需要學習使用右手球棍擊球。

### 賽車
在職業賽車運動，參加在美國和歐洲的各種活動的選手有時會遇到方向盤安裝在汽車不同的側面。雖然選手的轉向能力基本上不受影響，用於換檔的手變了。再進一步將這事複雜化，檔的位置相對於選手的方向也變了，原來由近而遠的檔變成由遠而近的檔。一位選手能用另一只手換檔的技能是一項優勢。

### 球拍類運動

#### 網球
如果網球球員能夠使用較弱的手，可能能夠更容易打到反手側的球。拿度雖然是用右手寫字，但一向以左手為正手。

#### 羽毛球
雖然是非常罕見的，在羽毛球運動中，两手同利、左右開弓的球員能在左右手之間切換自己手中的球拍，往往迅速有力的打到對方尷尬的反手角落。不過由於羽毛球是一個非常快速的運動，在專業的水平，球員可能沒有時間切換球拍，因為這會增加他們的反應時間。

## 音樂

### 鼓和軍號
鼓號樂隊與鼓鈴樂隊中的小鼓鼓手、高音鼓鼓手、低音鼓鼓手雙手需要有些左右開弓的能力。因為他們要遵守作曲/編曲寫的樂譜，他們必須要學會從左手或是從右手開始。

### 吉他
對左撇子，彈吉他的取向及選擇繁多，可以為音色準繩度犧牲彈奏速度而選擇彈奏右手吉他，或增強右手按弦準繩度而轉彈左手吉他，甚至把右手吉他的弦線重新安裝，或乾脆把它翻過來彈奏。

## 工具
許多現代的工具採用靈巧的設計，以滿足慣用右手的人與左撇子操作。

## 編織
使用兩針編織的人，也會面臨偏好使用右手或左手的問題。

## 武器
有很多槍械只適合右利手射手，左撇子射手需要另外特別設計與生產的形號。但許多現代的小型武器採用完善的設計，以滿足慣用右手的人與左撇子操作。這有利於大規模銷售武器至軍事或執法單位，因這消除了訓練左撇子射手適應設計給右利手射手的武器的需要。許多右利手射手由於左眼是主視眼，用左手射擊步槍。
適合右利手與左撇子射手的例子有：HK P7手槍、FN P90衝鋒槍、FN F2000突擊步槍、Kel-Tec RFB半自動步槍。

## 例子
- 曹操之子曹彰能左右开弓
- 中國抗日戰爭時期英雌黃百器（雙槍黃八妹）射擊左右開弓。
- 香港劫匪徐步高射擊左右開弓，导致该案侦查受阻。
- 寶萊塢電影《三個傻瓜》裡的「病毒」院長能用雙手同時書寫。
- 文艺复兴三杰（畫壇三傑）之一的列奥纳多·达·芬奇能用雙手輪流寫字、畫圖。